# 滨海马萨
滨海马萨（義大利語：Massa Marittima），或纯音译作马萨马里蒂马，是意大利格罗塞托省的一个市镇。总面积283.73平方公里，人口8820人，人口密度31.1人/平方公里（2009年）。ISTAT代码为053015。